# Ljustadalen

Ljustadalen utgör bostadsområde och centrum inom tätorten Johannedal, en förort till Sundsvall i Sundsvalls kommun, Medelpad, cirka 10 kilometer norr om centralorten.
Ursprungligen en dal med vida arealer och bördig åkermark blev Ljustadalen i samband med 1960-talets miljonprogram föremål för bebyggelse. Förutom en kommunal F-6-skola med Science Center, en privatägd vårdcentral och ett kommunalt äldreboende på orten finns bl.a. också ett stall, Färsta, där Sundsvalls Fältrittklubb funnits sedan 1977. Cirka 2 kilometer från Ljustadalen ligger handelsstaden Birsta.

## Historia och namn
Ljustadalen, som ingår i Sköns socken och är en del av det som förr kallades Skönsdalen, är uppkallad efter Ljustabäcken och byn Ljusta, som idag motsvarar handelsområdet Östra Birsta. Skönsdalen är Västernorrlands mest fornlämningsrika område, bland annat järnåldersgravar. Bostadsområdet Ljustadalen ligger norr om Ljustabäcken, och överlappar med de forntida byarna Huggsta, Hillsta och Römsta. Området gränsade till de gamla byarna Filla och Färsta (båda söder om Ljustabäcken), Härsta, Näs (idag Johannedal) och Berge.
Bygränserna för flera av dessa byar, bland annat Ljusta, går tillbaka till vikingatid, baserat på att ortnamnen slutar på -sta och på placering i förhållande till Ljustabäcken, som då var en havsvik. Det äldsta belägget för namnet Ljusta finns i ”Hjälpskattelängd för Medelpad 1535”, som är den äldsta bevarade skattelängden för Medelpad. Där finns en ”Martthen i Jwsstadz”. Andra stavningar av Ljusta är Jwsstadh år 1535, Givsta 1543 och Giustad 1547 och 1615. En tolkning av namnet Ljusta gjort av Björn Jonare, språkvetare på länsmuseet Murberget, går tillbaka på ett äldre namn på Ljustabäcken; *geus¯a, med betydelsen ”ån som spottar/ryter”, det vill säga rytån/spottån eller möjligtvis rytaren/spottaren.. 
En keramikverkstad från 1600-talet, unik för Västernorrland, samt en kvarn och rester av en järn- och kopparsmedja, och sannolikt från 1600-talet, hittade 2008 i byn Ljusta, som i dag kallas östra Birsta. De sista gårdarna i byn Ljusta brändes ned 2009, för exploatering av området.
Ljustadalen tillhörde Sköns köping fram till 1965, då köpingen uppgick i Sundsvalls stad. Villaområdet på Ekebovägen byggdes under tidigt 1960-tal, Champinjon- och Kantarellvägen 1968, Måndags- till Söndagsvägen tidigt 1970-tal, och Januari- till Aprilvägen under slutet av 1970-talet. År 1982 öppnades fängelset anstalten Ljustadalen.

## Skola och vetenskapscenter
Ljustadalens skola bestod ursprungligen av en förskole- och lågstadiedel som öppnades 1973, och en mellan- och högstadiedel som öppnades 1974. Barn i området hade tidigare gått på Fillans skolan vid Alnöbrofästet, och på högstadiet på Hagaskolan. Barn från Gångvikenskolan gick högstadiet på Ljustadalens skola. Från höstterminen 2012 flyttades högstadiet till Vibackeskolan i Alnö-Vi, och Ljustadalen blev en F-6-skola med integrerad grundsärskola och träningsskola. 
Ljustadalens Science Center öppnades 2016 i den tidigare högstadiedelen, i samverkan med vetenskapscentret Technichus i Härnösand.

## Ljusta aktivitetscentrum
Ljusta Aktivitet Centrum (LAC) förvaltar ett stort antal privata flerfamiljshus i Ljustadalen, driver (sedan 1995) fritidsgården och Malandsbadet och är medfinansiär till ridhuset i Färsta. 
LAC bildades 1990 som ett socialt företag, och en ekonomisk förening med målsättning att värna om boendemiljö och service inom Sundsvall Norra (det vill säga tidigare Sköns köping), samt utveckling av området. Eventuell vinst förs tillbaka till boende i området. LAC styrs idag av en styrelse bestående av representanter för Kommunstyrelsen, Sköns församling, Sveriges socialdemokratiska arbetareparti (SAP), skolan samt de boende i området. Omsättningen var 8 300 000 år 2010..